# Thecidellina japonica
Thecidellina japonica är en armfotingsart som först beskrevs av Hayasaka 1938.  Thecidellina japonica ingår i släktet Thecidellina och familjen Thecidellinidae. Inga underarter finns listade i Catalogue of Life.